# Devante Parker
Devante Parker (Wiesbaden, 16 maart 1996) is een Duits-Amerikaans voetballer die bij voorkeur als vleugelspeler speelt. Hij stroomde in 2013 door vanuit de jeugdopleiding van 1. FSV Mainz 05. Parker is een broer van Shawn Parker.

## Clubcarrière
Parker debuteerde in 2013 in het tweede elftal van 1. FSV Mainz 05. Zijn eerste wedstrijd voor de hoofdmacht volgde op 31 augustus 2014, in een thuisduel in de Bundesliga tegen Hannover 96. Parker viel die dag na 82 minuten in voor Koo Ja-cheol. De wedstrijd eindigde in een 0-0 gelijkspel.

## Interlandcarrière
Parker kwam uit voor diverse Duitse nationale jeugdelftallen. In september 2014 debuteerde hij voor Duitsland –19.